# David Raksin
David Raksin (Filadèlfia, 4 d'agost de 1912 - 9 d'agost de 2004) va ser un compositor estatunidenc. Amb més de 100 composicions per a cinema i més de 300 per a televisió és conegut com l'avi de les bandes sonores. Una de les seves primeres composicions va ser per Charles Chaplin en la composició de Modern Times (1936). També serà recordat pel seu tema sobre la pel·lícula de 1944 Laura. Johnny Mercer va posar la lletra a aquest tema.

## Bandes sonores Cinema/TV
- Modern Times (arranjador)(1936)
- Suez (1938)
- The Adventures of Sherlock Holmes (1939)
- Stanley and Livingstone (1939)
- The Hound of the Baskervilles (1939)
- The Men in Her Life (1941)
- Something to Shout About (1943)
- City Without Men (1943)
- Laura (1944)
- Tampico (1944)
- Fallen Angel (1945)
- Forever Amber (1947)
- La vida secreta de Walter Mitty (The Secret Life of Walter Mitty) (1947)
- Daisy Kenyon (1947)
- Force of Evil (1948)
- Superman (1948)
- Whirlpool (1949)
- The Next Voice You Hear... (1950)
- The Magnificent Yankee (1950)
- It's a Big Country (1951)
- Més enllà del Missouri (Across the Wide Missouri) (1951)
- Carrie (1952)
- La Pat i en Mike (Pat and Mike) (1952)
- Captius del mal (The Bad and the Beautiful) (1952)
- Madeline (dibuixos) (1952)
- Suddenly (1954)
- Apache (1954)
- Seven Wonders of the World (1955) (amb Sol Kaplan, Jerome Moross, Emil Newman)
- Agent especial (The Big Combo) (1955)
- Hilda Crane (1956)
- Jubal (1956)
- A 20 milions de milles de la terra (20 Million Miles to Earth) (1957)
- Els gats salvatges de l'armada (Hellcats of the Navy) (1957)
- Until They Sail (1957)
- Man on Fire (1957)
- Taules separades (Separate Tables) (1958)
- Al Capone (1959)
- Two Faces West (1960) sèrie TV
- Ben Casey (1961) sèrie TV
- Dues setmanes en una altra ciutat (Two Weeks in Another Town) (1962)
- Too Late Blues (1961 o 1962)
- Invitació a un pistoler (Invitation to a Gunfighter) (1964)
- The Patsy (1964)
- El destí també juga (1966)
- Will Penny (1968)
- Glass Houses (1972)
- The Day After (1983)